# Индуктивен датчик
Индуктивен датчик е безконтактен датчик, предназначен за контрол на положението на обекти от метал и не е чувствителен към други материали. Основен принцип на индуктивните датчици е управление на индуктивността чрез една физическа величина.

## Принцип на действие
Принципът на действие е на основата на изменението на амплитудата на колебанията на генератора при доближаването в зоната на чувствителния индуктивен елемент на метален, магнитен или феромагнитен материал с определени размери. При подаването на захранващото напрежение на повърхността на индуктивния елемент се създава променливо магнитно поле. Това поле създава вихрови токове в материала, които водят до изменение на амплитудата на колебанията на генератора. В резултат на това се изработва аналогов изходен сигнал, големината на който се изменя от разстоянието между датчика и контролирания предмет. Един тригер (електроника) преобразува аналоговия сигнал в логически.
Феромагнитни материали като желязо и стомана, имат по-голямо разстояние на въздействие върху индуктивния датчик, докато немагнитнитните материали, като алуминий и мед могат да намалят обхвата на действие на индуктивния датчик до 60% 

## Съставни части
Индуктивните датчици се състоят от следните основни части:
- Индуктивен елемент
- Генератор за създаване на променливо електромагнитно поле
- Тригер
- Усилвател на електрическия сигнал
- Светодиоден индикатор за състоянието на индуктивния датчик
- Корпус с възможност за закрепване, херметизиран с устойчива на външните фактори смола, като масла, механични въздействия и други.

1. ↑  Inductive sensors //   1 септември 2001. Посетен на 29 декември 2015.
2. ↑  Frank Lamb. Industrial Automation: Hands-On.   McGraw-Hill Education, 2013. ISBN 9780071816458.